# Summer World University Games 2025/Teilnehmer (Chinesisch Taipeh)
| Gelbes Symbol für Goldmedaillen mit stilisierten Olympischen Ringen | Graues Symbol für Silbermedaillen mit stilisierten Olympischen Ringen | Braundes Symbol für Bronzemedaillen mit stilisierten Olympischen Ringen |
| ------------------------------------------------------------------- | --------------------------------------------------------------------- | ----------------------------------------------------------------------- |
| 5                                                                   | 13                                                                    | 7                                                                       |

Taiwan nahm unter dem Namen Chinesisch Taipeh an den Summer World University Games 2025 vom 16. bis zum 27. Juli mit 193 Athleten (103 Männer und 90 Frauen) teil.

## Medaillen

### Medaillenspiegel
| Rang   | Sportart                   | Gold | Silber | Bronze | Gesamt |
| ------ | -------------------------- | ---- | ------ | ------ | ------ |
| 1      | Badminton                  | 2    | 3      | 1      | 6      |
| 2      | Taekwondo                  | 1    | 4      | 2      | 7      |
| 3      | Tischtennis                | 1    | 1      | 2      | 4      |
| 4      | Bogenschießen              | 1    | 1      | –      | 2      |
| 5      | Turnen                     | –    | 1      | 1      | 2      |
| 6      | Leichtathletik             | –    | 1      | –      | 1      |
| 6      | Schwimmen                  | –    | 1      | –      | 1      |
| 6      | Tennis                     | –    | 1      | –      | 1      |
| 9      | Rhythmische Sportgymnastik | –    | –      | 1      | 1      |
| Gesamt | Gesamt                     | 5    | 13     | 7      | 25     |

### Medaillengewinner
| Name/n | Sportart       | Wettkampf               |
| --- | -------------- | ----------------------- |
| Gold |                |                         |
| Ting Yen-chen | Badminton      | Herreneinzel            |
| Wu Hsuan-yi Yang Chu-yun | Badminton      | Mixeddoppel             |
| Tang Chih-chun | Bogenschießen  | Recurvebogen Einzel     |
| Kuo Yen-yu Yang Chang-ying Chen Hsin-ya | Taekwondo      | Poomsae Mannschaft      |
| Chang Ping-cheng Feng Yi-hsin Huang Yan-cheng Kao Cheng-jui | Tischtennis    | Männer Mannschaft       |
| Silber |                |                         |
| Chen Cheng-kuan Hsu Yin-hui | Badminton      | Mixeddoppel             |
| Jheng Yu-chieh Sung Yu-hsuan | Badminton      | Damendoppel             |
| Chen Cheng-kuan Chen Zhi-ray Hsu Yin-hui Huang Ching-ping Jheng Yu-chieh Lin Yu-chieh Su Li-yang Sung Yu-hsuan Ting Yen-chen Wang Pei-yu Wu Hsuan-yi Yang Chu-yun | Badminton      | Mannschaft              |
| Huang Yu-jie | Tischtennis    | Frauen Einzel           |
| Fong You Jhu Kuo Tzu-ying Li Cai Xuan | Bogenschießen  | Recurvebogen Mannschaft |
| Tonya Paulsson | Turnen         | Schwebebalken           |
| Fu Chao-hsuan | Leichtathletik | Hochsprung              |
| Wang Kuan-hung | Schwimmen      | 100 m Schmetterling     |
| Li Yu-yun Lin Fang-an | Tennis         | Damendoppel             |
| Hung Jiun-yi | Taekwondo      | Kyorugi -80 kg          |
| Huang Ying-hsuan | Taekwondo      | Kyorugi -46 kg          |
| Chin I-chun | Taekwondo      | Kyorugi +73 kg          |
| Jung Jiun-jie Huang Cho-cheng Hung Jiun-yi | Taekwondo      | Kyorugi Mannschaft      |
| Bronze |                |                         |
| Lin Yu-chieh Jheng Yu-chieh | Badminton      | Mixeddoppel             |
| Chiu Yi-jui | Taekwondo      | Kyorugi -74 kg          |
| Chen Hsiao-tse Huang Yi-cheng Ke Hsiang-shuo | Taekwondo      | Poomsae Mannschaft      |
| Chien Tung-chuan Tsai Yun-en | Tischtennis    | Frauen Doppel           |
| Cheng Pu-syuan Chien Tung-chuan Huang Yu-jie Tsai Yun-en | Tischtennis    | Frauen Mannschaft       |
| Tonya Paulsson | Turnen         | Schwebebalken           |

## Teilnehmer nach Sportarten

### Badminton
| Männer - Chen Cheng-kuan - Chen Zhi-ray - Lin Yu-chieh - Su Li-yang - Ting Yen-chen - Wu Hsuan-yi | Frauen - Hsu Yin-hui - Huang Ching-ping - Jheng Yu-chieh - Sung Yu-hsuan - Wang Pei-yu - Yang Chu-yun |

### Basketball

#### Basketball
| Männer - Wu Zhi-kai - Yu Ai-che - Lee Yun-chieh - Sung Hsin-hao - Hsu Te-chi - Lin Sin-kuan - Chang Yu-wei - Hu Chin-hao - Wang Sheng-lin - Chen Fan-po-yen - Wang Kai-yu - Sun Shao-ci | Frauen - Huang Cin-yu - Li Yi-hua - Huang Chiao-chun - Yu Chin-hua - Tsai Yu-lien - Chen Chih-ying - Hsiao Yu-wen - Wang Yueh-ti - Lin Chia-jung - Cheng Hui-tzu - Belle Bramer |

### Beachvolleyball
| Männer - Lin Zheng-xian - Lin Jiun-jie | Frauen - Chen An-ting - Lin Chiao-an |

### Bogenschießen
| Männer - Huang Jin-le - Lin Han-ting - Wu Z-wei - Kuo Yu-cheng - Su Yu-yang - Tang Chih-chun | Frauen - Chiu Yu-erh - Chen Si-yu - Lin Yu-fan - Fong You-jhu - Kuo Tzu-ying - Li Cai-xuan |

### Fechten
| Männer - Lin Wei-chen - Chen Pin-jui - Hsu Hao - Wu Hsiang-ching - Chen Chih-chieh - Yueh Che-hao - Hsu Sheng-hung - Chen Yi-tung | Frauen - Mia Wu |

### Judo
| Männer - Chiu Wei-jie - Chang Keng-hsien - Chen Peng-yu - Dai You-ming | Frauen - Chiu Chih-jou - Lin Wei-ting - Yuan Pei-chun - Wang Chieh-hsi - Lu Hsin-jui |

### Leichtathletik
| Männer - Lin Yu-sian - Wei Tai-sheng - Lin Yi-kai - Hsieh Yuan-kai - Lin Zong-han - Huang Zuo-jyun - Chan Yung-kuei - Hsu Chia-wei - Lin Chia-hung - Chen Jian-rong - Lin Chung-wei - Cho Chia-hsuan - Yeh Po-ting - Fu Chao-hsuan - Huang Chao-hong - Lin Yu-tang - Huang Yong-fu - Lin Tsung-hsien - Li Yun-chen - Huang Wei-lin | Frauen - Zhang Bo-ya - Chiang Ching-yuan - Chen Cai-juan - Chiu Yu-ting - Chu Pin-hsun - Jian Chen-xin |

### Rudern
| Männer - Lee Jui-che (Einer) - Li Ji-hong (Mixed-Doppelvierer) - Wang Chen-yue (Mixed-Doppelvierer) | Frauen - Lin Yu-han (Einer) - Lin Hsuan-yun (Mixed-Doppelvierer) - Yu Pei-fen (Mixed-Doppelvierer) |

### Schwimmen
| Männer - Chuang Mu-lun - Wang Kuan-hung - Liu Ching-hung - Fu Kun-ming - Fan Chen-wei | Frauen - Wang Wan-chen - Liao Yu-fei - Liu Pei-yin - Gwinn Applejean Virginia - Hung Chieh-yu - Han An-chi - Chiu Yi-chen |

### Taekwondo
| Männer - Li Ci-en - Pan Kuei-an - Huang Cho-cheng - Hsu Hao-yu - Chiu Yi-jui - Hung Jiun-yi - Chen Liang-hsi - Tsai Ho-hsuan - Jung Jiun-jie - Wang Syu-fan - Chen Hsiao-tse - Huang Yi-cheng - Ke Hsiang-shuo | Frauen - Huang Ying-hsuan - Liu You-yun - Jiang Yi-shan - Lin Wei-chun - Chang Jui-en - Chiu Shao-hsuan - Hsu Yu-hsi - Hsu Yu-jan - Chin I-chun - Chien Shiang-ling - Kuo Yen-yu - Yang Chang-ying - Chen Hsin-ya |

### Tennis
| Männer - Lo Yi-jui - Chang Tzu-li - Chen Yan-cheng | Frauen - Li Yu-yun - Lin Fang-an - Lee Ya-hsin - Yang Ya-yi |

### Tischtennis
| Männer - Chang Ping-cheng - Feng Yi-hsin - Huang Yan-cheng - Kao Cheng-jui | Frauen - Cheng Pusyuan - Chien Tung-chuan - Huang Yu-jie - Tsai Yun-en |

### Turnen

#### Gerätturnen
| Männer - Lin Guan-yi - Chiou Min-han - Chuang Chia-lung - Lee Ming-liang - Yeh Cheng | Frauen - Ting Hua-tien - Lin Yi-chen - Wu Sing-fen - Tonya Paulsson - Liao Yi-chun |

#### Rhythmische Sportgymnastik
Frauen
- Huang Yun-jen
- Chen Yung-chi
- Ju Jie-chi
- Lu Pei-chi
- Chuang Yi-an

### Volleyball
| Männer - Li Chun-yu - Chen En-de - Chen Jie-ting - Chang Yu-chen - Wang Ping Hsun - Kan Mao-hung - Yuan Li - Liu Yu-lin - Chang Yu-sheng - Lin Chien - Chen You-cheng - Wen Yi-kai | Frauen - Chen Li-jung - Hsu Wan-yun - Lin Liang-tai - Hu Xiao-pei - Chang Yi-chi - Kan Ko-hui - Chen Ting-ru - Liu Shuang Ling - Yeh Yu-wen - Lin Chi-jung - Tsai Yu-chun - Chen Chieh |